# Old Newton with Dagworth
Old Newton with Dagworth is een civil parish in het bestuurlijke gebied Mid Suffolk, in het Engelse graafschap Suffolk met 1211 inwoners.